# Andrée Joly
Andrée Joly (Parijs, 16 september 1901 – Boyne City (Michigan), 30 maart 1993) was een Frans kunstschaatsster die uitkwam als paarrijdster. Ze nam met haar echtgenoot Pierre Brunet deel aan de eerste drie edities van de Olympische Winterspelen: Chamonix 1924, Sankt Moritz 1928 en Lake Placid 1932. Joly en Brunet wonnen drie olympische medailles, waaronder twee gouden.

## Biografie
Zowel haar latere partner Pierre Brunet als Joly zelf waren voor hun olympische debuut in 1924 actief als soloschaatser. Joly was tienvoudig Frans kunstschaatskampioene (1921-1930); Brunet won tussen 1924 en 1931 zeven nationale kampioenschappen. Na een teleurstellende bronzen medaille bij de Olympische Winterspelen in Chamonix domineerden Joly en Brunet het paarrijden met wereldtitels in 1926, 1928, 1930 en 1932. Bij de Olympische Winterspelen in Sankt Moritz, in 1928, versloegen ze nipt hun tegenstanders Lilly Scholz / Otto Kaiser. Joly en Brunet huwden in 1929 en verdedigden hun olympische titel vier jaar later met succes tijdens de Olympische Winterspelen in Lake Placid.
Als tegenstanders van het Duitse naziregime weigerden de Brunets uit te komen op de Olympische Winterspelen in Garmisch-Partenkirchen. Ze toerden in plaats daarvan door Europa en Canada als professionele schaatsers en emigreerden in 1940 naar de Verenigde Staten. Later werden ze actief als schaatscoach. Ze trainden onder andere kunstschaatstalenten als Carol Heiss, Donald Jackson, Alain Giletti en Dorothy Hamill. Ze gingen in 1979 met pensioen. De enige zoon van het echtpaar, Jean Pierre, was eveneens een talentvol kunstschaatser en werd met Donna J. Pospisil tweevoudig Amerikaans kampioen bij de paren.
Brunet bracht als perfectionist technische precisie in het kunstschaatsen, terwijl Joly als eerste vrouw zwarte schaatsen droeg in plaats van het traditionele wit. Ze bedachten nieuwe elementen, sprongen en lifts. Joly overleed in 1993, twee jaar na haar partner.

## Belangrijke resultaten
1921-1930 solo
| Kampioenschap           | 1921 | 1922 | 1923 | 1924 | 1925 | 1926 | 1927 | 1928 | 1929 | 1930 |
| ----------------------- | ---- | ---- | ---- | ---- | ---- | ---- | ---- | ---- | ---- | ---- |
| Olympische Spelen       |      |      |      | 5e   |      |      |      | 11e  |      |      |
| Nationaal kampioenschap | Goud | Goud | Goud | Goud | Goud | Goud | Goud | Goud | Goud | Goud |

1924-1935 met Pierre Brunet
| Kampioenschap           | 1924  | 1925   | 1926 | 1927 | 1928 | 1929 | 1930 | 1931 | 1932 | 1933 | 1934 | 1935 |
| ----------------------- | ----- | ------ | ---- | ---- | ---- | ---- | ---- | ---- | ---- | ---- | ---- | ---- |
| Olympische Spelen       | Brons |        |      |      | Goud |      |      |      | Goud |      |      |      |
| Wereldkampioenschap     |       | Zilver | Goud |      | Goud |      | Goud |      | Goud |      |      |      |
| Europees kampioenschap  |       |        |      |      |      |      |      |      | Goud |      |      |      |
| Nationaal kampioenschap | Goud  | Goud   | Goud | Goud | Goud | Goud | Goud | Goud | Goud | Goud |      | Goud |

1908: Anna Hübler / Heinrich Burger ·
1920: Ludovika Jakobsson / Walter Jakobsson ·
1924: Helene Engelmann / Alfred Berger ·
1928: Andrée Joly / Pierre Brunet ·
1932: Andrée Brunet / Pierre Brunet ·
1936: Maxi Herber / Ernst Baier ·
1948: Micheline Lannoy / Pierre Baugniet ·
1952: Ria Baran / Paul Falk ·
1956: Sissy Schwarz / Kurt Oppelt ·
1960: Barbara Wagner / Robert Paul ·
1964: Ljoedmila Belooesova / Oleg Protopopov ·
1968: Ljoedmila Belooesova / Oleg Protopopov ·
1972: Irina Rodnina / Aleksej Oelanov ·
1976: Irina Rodnina / Aleksandr Zajtsev ·
1980: Irina Rodnina / Aleksandr Zajtsev ·
1984: Jelena Valova / Oleg Vasiljev ·
1988: Jekaterina Gordejeva / Sergej Grinkov ·
1992: Natalja Misjkoetjonok / Artoer Dmitrijev ·
1994: Jekaterina Gordejeva / Sergej Grinkov ·
1998: Oksana Kazakova / Artoer Dmitrijev ·
2002: Jelena Berezjnaja / Anton Sicharoelidze en Jamie Salé / David Pelletier ·
2006: Tatjana Totmjanina / Maksim Marinin ·
2010: Shen Xue / Zhao Hongbo ·
2014: Tatjana Volosozjar / Maksim Trankov ·
2018: Aliona Savchenko / Bruno Massot ·
2022: Sui Wenjing / Han Cong
- Bibliothèque nationale de France: cb16741334d (data)
- International Standard Name Identifier: 0000 0004 5099 7742
- Virtual International Authority File: 316738144